# 大池いこいの森駅
大池いこいの森駅（おおいけいこいのもりえき）は、新潟県上越市頸城区大蒲生田にある北越急行ほくほく線の駅。
2023年のダイヤ改正まで一部の普通列車は当駅を通過していた。

## 歴史

### 駅名の由来
駅付近の野外活動施設「大池いこいの森」に因む。

### 年表
- 1997年（平成9年）3月22日：ほくほく線（全線：六日町 - 犀潟間）開業と同時に営業開始[1]。

## 駅構造
犀潟方面に向かって左側にある単式ホーム1面1線の高架駅。無人駅となっている。当駅は自動券売機が未設置のため、乗車駅証明書を取って乗車する。駅舎は飛行機の翼をモチーフとしている。
- 列車通過時のメロディーはオリジナルのものを使用している。（短縮verが四郷駅で使用されている）

## 利用状況
1日の平均乗車人員は以下の通りである（出典：上越市統計要覧）。
| 乗車人員推移 | 乗車人員推移 |
| 年度         | 1日平均人数  |
| ------------ | ------------ |
| 2005         | 13           |
| 2006         | 17           |
| 2007         | 18           |
| 2008         | 18           |
| 2009         | 14           |
| 2010         | 11           |
| 2011         | 10           |
| 2012         | 5            |
| 2013         | 6            |
| 2014         | 9            |
| 2015         | 7            |
| 2016         | 13           |
| 2017         | 13           |
| 2018         | 9            |

## 駅周辺
- 大池
  - 大池いこいの森
- 小池

周辺には人家は見当たらないが、駅東500メートル先に大蒲生田の集落がある。
旧頸城鉄道線の大池駅は当駅から南方へ山を越えて3キロ離れた石神という集落にあった。

## バス路線
2020年4月時点での情報を示す。
「大池いこいの森駅」停留所
- 頸城区 市営バス
  - 29 大池線

## 隣の駅
北越急行
■ほくほく線
うらがわら駅 - 大池いこいの森駅 - くびき駅